# Amerikansk folkemusik
Amerikansk folkemusik er en bred kategori af musik, der tager udgangspunkt i folkemusik fra Nordamerikas indvandrere og originalbefolkning. 
Folkemusik medbragt af indvandrere fra de engelske øer, Afrika, Italien, Skandinavien, Tyskland og  Mellemamerika. Amerikansk folkemusik er derfor rig i regionale og etniske variationer. F.eks. balladesang, fiddletunes, cajun, banjomusik og musik fra de indianske stammer. Nogle af disse folkemusikgenrer er tydelige i blandt andet country, gospel, blues og tejano. Begrebet omhandler altså musik, der enten stammer fra USA eller adskiller sig nok fra sine rødder i andre landes folkemusik til at blive betragtet som en ny genre. Den amerikanske folkemusik har været en stor indflydelse på blandt andet rock, rhythm and blues og jazz.
De amerikanske musikalske rødder udvikledes eksplosivt i de første 20-30 år af 1900-tallet. Depressionen og de amerikanske støvstorme var væsentlige medvirkende faktorer til at musikgenrerne spredtes til resten af landet, da mestre inden for delta blues, honky-tonk sangere og mange andre på grund af de to katastrofer flyttede til de større byer som Chicago, Los Angeles og New York. Pladeselskabernes vækst i den samme periode var også medvirkende årsager; udsigten til større profitter udøvede et pres på musikere til at genindspille tidligere hits. Dette medvirkede til, at genrer, der var spået en kort levetid, blev inkorporeret i senere genrer. I 1950'erne havde alle de originale stilarter udviklet sig i mere pop-orienterede genrer.
| Musik | Spire Denne musikartikel er en spire som bør udbygges. Du er velkommen til at hjælpe Wikipedia ved at udvide den. |